# 大萼木荷
大萼木荷（学名：Schima macrosepala）为山茶科木荷属下的一个种。

## 扩展阅读
- 維基物種上的相關：大萼木荷